# Roger Midgley
Roger Keith Midgley  (Plympton, Engleska, 23. studenoga 1924.) je bivši engleski hokejaš na travi. 
Osvojio je brončano odličje na hokejaškom turniru na Olimpijskim igrama 1952. u Helsinkiju igrajući za Uj. Kraljevstvo. Igrao je u obrani na trima susretima, na mjestu braniča.

## Vanjske poveznice
- Profil na Sports-Reference.com  Arhivirana inačica izvorne stranice od 16. prosinca 2012. (Wayback Machine)
- Profil na Database Olympics